# St. Bonifatius (Ackendorf)

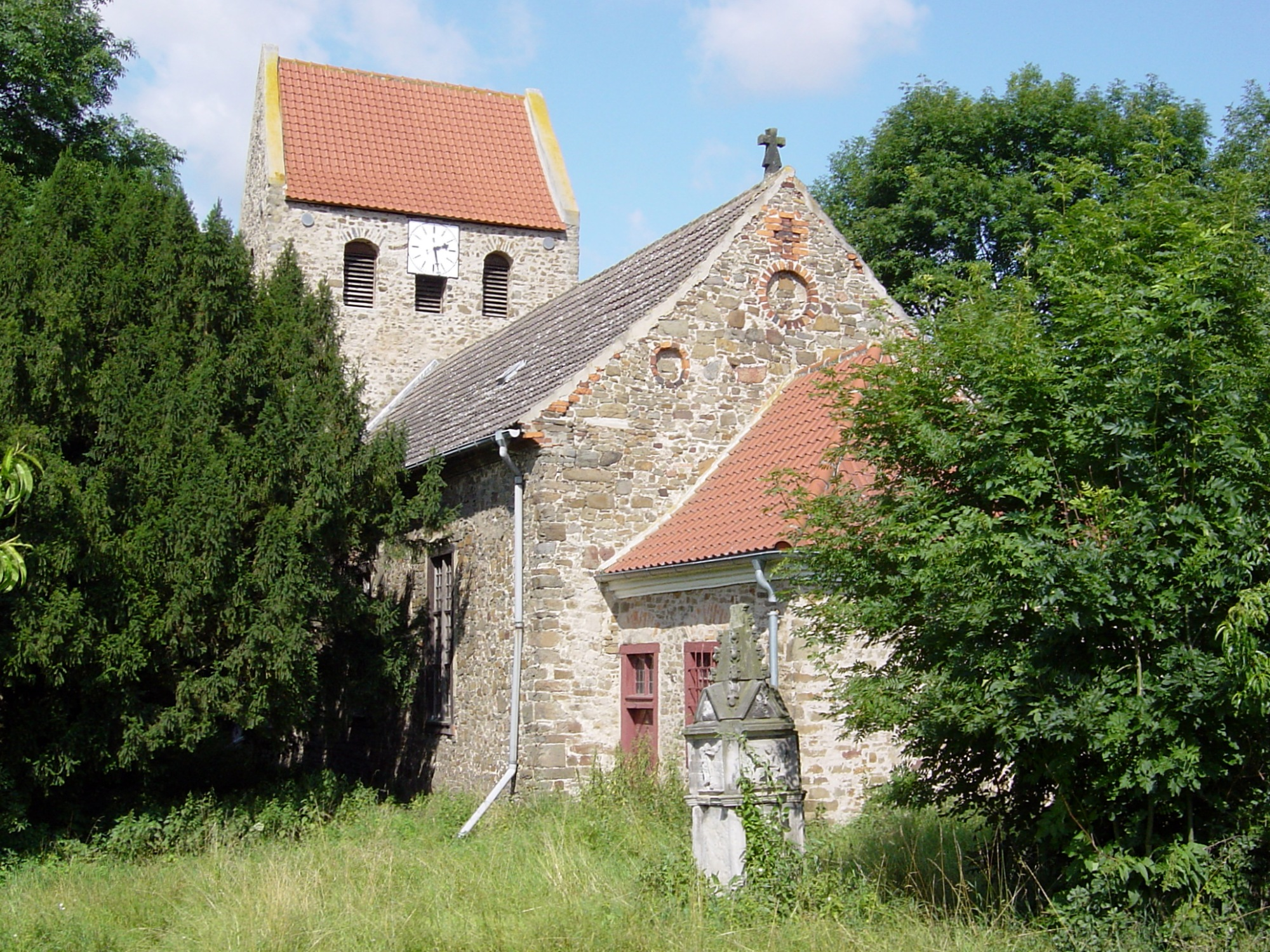
Ackendorf, St. Bonifatius

St. Bonifatius ist eine evangelische Kirche in Ackendorf, einem Ortsteil der Einheitsgemeinde Hohe Börde im Landkreis Börde, Sachsen-Anhalt. Sie unterliegt dem Denkmalschutz.

## Beschreibung

### Gebäude
Das Kirchengebäude mit seinem rechteckigen Bruchsteinsaal wurde ursprünglich um das Jahr 1200 errichtet. An der Westseite befindet sich ein 1673 restaurierter Querturm. Das Schiff wurde in der Zeit um 1480 nach Osten verlängert. Aus einem Barockumbau im Jahr 1756 stammt der Sakristeianbau im Osten des Bauwerks. Im romanischen Westteil befinden sich vermauerte Rundbogenfenster sowie ein Portal an der Südseite neben dem Turm. Eine Instandsetzung des Gebäudes erfolgte in den 1970er Jahren.

### Innenraum
Im flachgedeckten Saal befindet sich eine kurze Westempore. Aus der Zeit um 1480 stammen die in der Nordwand der Kirche befindliche rundbogige Sakramentsnische mit einer eisenbeschlagenen Holztür sowie spätgotische Wandmalereien beiderseits des östlichen Fensters. Diese wurden 1928 freigelegt und restauriert. Dargestellt sind Heilige in zwei Reihen übereinander. Westlich sieht man Georgs Drachenkampf über Magdalena und einer weiteren Heiligen zwischen Rankenwerk. Im östlichen Teil befindet sich die Mutter Gottes mit Kind zwischen zwei weiblichen Heiligen über dem Heiligen Bonifatius. Die Ostwand im Innenraum wurde um 1750 mit dem vorspringenden, fünfseitigen Kanzelkorb über der Sakristeitür gestaltet. Eine weitere Restauration erfolgte in den Jahren 1974 bis 1977. Die Orgel der Kirche stammt aus der zweiten Hälfte des 19. Jahrhunderts und wurde 1977 aus Könnern in den Ort verbracht. Ein ursprünglich farbiges Lesepult mit vegetabilen Holzschnitzereien stammt aus der Zeit um 1560. Aus dem Anfang des 16. Jahrhunderts stammt der Holzkruzifixus der Kirche. Dieser wurde im Jahr 1937 restauriert.

### Sonstiges
Auf dem Kirchhof befindet sich eine neugotische Grabstele mit figürlichen Reliefs und einer krabbenbesetzten Fiale.